# Нази-Марутташ
Нази-Марутташ — касситский царь Вавилонии, правил приблизительно в 1324 — 1297 годах до н. э.
Сын и преемник Куригальзу II. В состав его имени входит имя касситского бога Марутташа, соответствующего аккадскому Нинурте.

## Военные походы
Нази-Марутташ столкнулся с растущей угрозой со стороны господства Ассирии при ассирийских царях Арик-ден-или и его преемнике Адад-нирари I. В начале своего правления Нази-Марутташ нанёс, по-видимому, поражение ассирийскому царю Арик-ден-или. Следующий ассирийский царь отмечает, что «мой отец не смог исправить бедствия, причиненные армией царя земли касситов». 
Затем Нази-Марутташ предпринял поход в область Намри (ранее Навар) в долине Диялы. Историческое письмо (№ 69. CBS.11014), описывающее эту кампанию Нази-Марутташа, повествует о завоевании 12 городов и присоединении их к владениям Энлиля. Этот поход, скорее всего, можно объяснить утерей контакта между Вавилонией и коренными землями касситов за верховьями Диялы и желанием его восстановить. 
Поход Нази-Марутташа вызвал ответное военное выступление ассирийского царя Адад-нирари I, приведшее к полному поражению касситов в битве при Кар-Иштар, что в области Угар-Саллу («Нива-Саллу», включавшей, видимо, территории между Малым Забом и Адемом, ниже Аррапхи и выше гряды Джебель-Хамрин). Ассирийцы разграбили вавилонский лагерь, где захватили царские штандарты. Вавилоняне вынуждены были отступить вплоть до Рапикума на Евфрате и Лубди на Тигре.
Кроме того, ассирийцы создали серьёзную угрозу южному пути вавилонян через Загрос по долине реки Диялы. После чего между Нази-Марутташем и Адад-нирари I был заключён мирный договор и установлена граница по линии, которая проходила в стране Пиласке, что на восточной стороне реки Идиглат (Тигр), от города Армана, что в Угар-Саллу, до гор Луллуме (в более старых текстах — лулубеи, жили в стране Замуа, в верховьях рек Адема и Малого Заба). Синхроническая хроника так повествует об этом:

«Ададнерари I, царь страны Ашшур, и Назимарутташ, царь страны Кардуниаш, бились между собой в городе Кар-Иштар, что у Угарсаллу. Ададнерари нанес поражение Назимарутташу, учинил ему разгром. Его лагерь и его штандарты он у него отобрал. Что до этой пограничной линии, они установили свои границы и разделил землю на протяжении страны Пиласке, что на другой стороне реки Идиглат и города Армана, что в Угарсалли до Луллуме.».— «Из Синхронической истории»

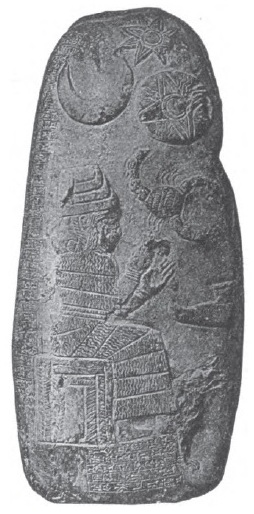
Кудурру Нази-Марутташа

Хеттские цари Мурсили II и Муваталли II поддерживали с Нази-Марутташем дружеские отношения, что не удивительно, ввиду угрозы со стороны окрепшей Ассирии.
Имеются свидетельства об успешном нападении вавилонян на Элам, поскольку в текстах этого периода, среди продовольственных списков и иностранных военнопленных, упоминается разделы, касающиеся эламитов.

## Хозяйственные тексты и строительные работы
Найдено около 400 хозяйственных текстов, датированных вплоть до двадцать четвертого года его правления, подробно описывающих такие мирские вещи, как получение ячменя и солода, отпуск зерна, коз, шкур, овец и масла. Табличка, найденная в Телль-Кирбаси, на южной стороне центрального хор-Эль-Хаммара в 30 км к западу от Басры, перечисляет 47 голов крупного рогатого скота в шестнадцатом году Нази-Марутташа, показывая масштабы торговли.
Правил Нази-Марутташ согласно Царскому списку A 26 лет (BM 33332, колонка 2, строка 2, в Британском музее).
В одном из кудуррусов, найденных г-ном де Морганом, записано , что Назимаруташ, царь третьей, или касситской, династии, пожаловал Богу Мардуку несколько поместий близ Вавилона, то есть они были назначены царем на службу Э-сагиле, великому храму Мардука в Вавилоне.
Все посевы и продукты с этой земли были предоставлены для снабжения храма, который должен был пользоваться собственностью без уплаты какого-либо налога или Дани. В тексте также упоминается дар значительных участков земли в том же районе частному лицу по имени Кашакти-Шугаб, который должен был пользоваться аналогичной свободой от налогообложения в отношении дарованных ему земель.
Эта свобода от налогообложения, специально принятый документ в слова: "когда в те дни, придет правитель страны, или один из управляющих или директоров, или надзирателей этих округов, должны предъявлять какие-либо претензии в связи с этими поместьями, или попытка навязать уплаты десятины и налогов на них, все великие боги, чьи имена увековечены, или у кого руки изобразил, или чей жилье представлены на этой камня, проклятие его зло проклятие, и изглажу имени его!"